# Mario Ančić
Mario Ančić (Split, Croàcia, 30 de març de 1984) és un exjugador professional de tennis croat. Es troba actualment número 28 en el rànquing ATP. La premsa l'anomenà Super Mario.
Va guanyar un total de tres títols individuals i cinc més en dobles en el circuit ATP, i va arribar a ocupar el setè lloc del rànquing individual l'any 2006. En el seu palmarès destaca el títol de Copa Davis en l'edició de 2005 amb l'equip croat, i també la medalla de bronze en Jocs Olímpics d'Atenes 2004 en la prova de dobles masculins junt a Ivan Ljubičić.

## Biografia
Fill de Stipe i Nilda Ančić, propietari d'una cadena de supermercats i consellera de finances respectivament. El seu germà gran Ivica i la seva germana petita Sanja també van ser tennistes professionals. Va rebre una educació religiosa catòlica, inclús un oncle seu és sacerdot i missioner.
La seva tesi descrivia la fundació i organització legal del circuit ATP. Va patir una mononucleosi que el va apartar del tennis durant uns mesos, i va aprofitar aquesta temporada per estudiar dret a la Universitat de Split, on va graduar l'any 2008. Posteriorment va estudiar les escoles Harvard Law School i Columbia Law School, va esdevenir assistent de banca d'inversions per l'empresa Credit Suisse. Actualment segueix treballant com a banquer d'inversions per One Equity Partners a Nova York.

## Jocs Olímpics

### Dobles
| Any  | Campionat                     | Parella       | Oponents                     | Resultat           |
| ---- | ----------------------------- | ------------- | ---------------------------- | ------------------ |
| 2004 | Jocs Olímpics, Atenes, Grècia | Ivan Ljubičić | Mahesh Bhupathi Leander Paes | 7−6(5), 4−6, 16−14 |

## Carrera esportiva
En el seu debut en Wimbledon el 2002, va derrotar el novè preclassificat Roger Federer, convertint-se així en el primer adolescent a triomfar en el Court Central en el seu primer partit, des que Björn Borg ho assolira. Altre punt alt de la seua carrera es produí en 2004, quan va arribar les semifinals de Wimbledon, i va caure en aqueixa instància davant Andy Roddick.
En 2005 assolí el seu primer títol d'ATP en 's-Hertogenbosch i seria un dels pilars, al costat d'Ivan Ljubičić, perquè Croàcia conquistara el seu primera Copa Davis. Formà un dobles imbatible al costat d'Ivan Ljubičić guanyant en les 4 sèries i en individuals arribà 4 derrotes i 2 victòries, inclosa el punt decisiu davant Eslovàquia en el cinquè partit front Michal Mertiňák que significaria l'ensaladera de plata per a Croàcia.
En 2006 assoliria bones actuacions (arribant a quarts de final en Roland Garros i Wimbledon) pel que arribaria per primera vegada a ocupar un lloc entre els top 10 del món del tennis, arribant fins al lloc núm.7. Ha guanyat a més els tornejos de 's-Hertogenbosch i Sant Petersburg.
Va participar, als 16 anys, en els Jocs Olímpics d'Estiu del 2000 realitzats a Sydney (Austràlia) en la competició de dobles al costat de Goran Ivanišević, sent derrotats en primera ronda. En els Jocs Olímpics d'Estiu de 2004 realitzats a Atenes (Grècia) va participar en categoria individual, perdent en primera ronda davant Tommy Haas, i en categoria de dobles al costat d'Ivan Ljubičić, amb el qual aconseguí guanyar la medalla de bronze en derrotar la parella índia Mahesh Bhupathi i Leander Paes.

## Palmarès: 9 (3−5−1)

### Individual: 11 (3−8)
| Llegenda (pre/post 2009)                                 |
| -------------------------------------------------------- |
| Grand Slams (0−0)                                        |
| Tennis Masters Cup / ATP Finals (0−0)                    |
| ATP Masters Series / ATP World Tour Masters 1000 (0−0)   |
| ATP International Series Gold / ATP World Tour 500 (0−1) |
| ATP International Series / ATP World Tour 250 (3−7)      |

| Títols per superfície |
| --------------------- |
| Dura (0−7)            |
| Gespa (2−0)           |
| Terra batuda (0−0)    |
| Moqueta (1−1)         |

| Resultat  | Núm. | Data                   | Torneig                         | Superfície  | Oponent          | Marcador             |
| --------- | ---- | ---------------------- | ------------------------------- | ----------- | ---------------- | -------------------- |
| Finalista | 1.   | 9 de febrer de 2004    | Milà, Itàlia                    | Moqueta (i) | Antony Dupuis    | 4−6, 7−6(12), 6−7(5) |
| Finalista | 2.   | 21 de febrer de 2005   | Scottsdale, Estats Units        | Dura        | Wayne Arthurs    | 5−7, 3−6             |
| Guanyador | 1.   | 13 de juny de 2005     | 's-Hertogenbosch, Països Baixos | Herba       | Michaël Llodra   | 7−5, 6−4             |
| Finalista | 3.   | 3 d'octubre de 2005    | Tòquio, Japó                    | Dura        | Wesley Moodie    | 6−1, 6−7(7), 4−6     |
| Finalista | 4.   | 9 de gener de 2006     | Auckland, Nova Zelanda          | Dura        | Jarkko Nieminen  | 2−6, 2−6             |
| Finalista | 5.   | 13 de febrer de 2006   | Marsella, França                | Dura (i)    | Arnaud Clément   | 4−6, 2−6             |
| Guanyador | 2.   | 19 de juny de 2006     | 's-Hertogenbosch (2)            | Herba       | Jan Hernych      | 6−0, 5−7, 7−5        |
| Finalista | 6.   | 11 de setembre de 2006 | Pequín, Xina                    | Dura        | Markos Bagdatís  | 4−6, 0−6             |
| Guanyador | 3.   | 23 d'octubre de 2006   | Sant Petersburg, Rússia         | Moqueta (i) | Thomas Johansson | 7−5, 7−6(2)          |
| Finalista | 7.   | 11 de febrer de 2008   | Marsella (2)                    | Dura (i)    | Andy Murray      | 3−6, 4−6             |
| Finalista | 8.   | 2 de febrer de 2009    | Zagreb, Croàcia                 | Dura (i)    | Marin Čilić      | 3−6, 4−6             |

### Dobles: 5 (5−0)
| Llegenda (pre/post 2009)                                 |
| -------------------------------------------------------- |
| Grand Slams (0−0)                                        |
| Tennis Masters Cup / ATP Finals (0−0)                    |
| ATP Masters Series / ATP World Tour Masters 1000 (0−0)   |
| ATP International Series Gold / ATP World Tour 500 (0−0) |
| ATP International Series / ATP World Tour 250 (5−0)      |

| Títols per superfície |
| --------------------- |
| Dura (3−0)            |
| Gespa (1−0)           |
| Terra batuda (1−0)    |

| Resultat  | Núm. | Data                   | Torneig                         | Superfície   | Parella         | Oponents                       | Marcador            |
| --------- | ---- | ---------------------- | ------------------------------- | ------------ | --------------- | ------------------------------ | ------------------- |
| Guanyador | 1.   | 21 de juliol de 2003   | Indianapolis, Estats Units      | Dura         | Andy Ram        | Diego Ayala Robby Ginepri      | 2−6, 7−6(3), 7−5    |
| Guanyador | 2.   | 25 d'abril de 2005     | Múnic, Alemanya                 | Terra batuda | Julian Knowle   | Florian Mayer Alexander Waske  | 6−3, 1−6, 6−3       |
| Guanyador | 3.   | 11 de setembre de 2006 | Pequín, Xina                    | Dura         | Mahesh Bhupathi | Michael Berrer Kenneth Carlsen | 6−4, 6−3            |
| Guanyador | 4.   | 25 de setembre de 2006 | Mumbai, Índia                   | Dura         | Mahesh Bhupathi | Rohan Bopanna Mustafa Ghouse   | 6−4, 6−7(6), [10−8] |
| Guanyador | 5.   | 16 de juny de 2008     | 's-Hertogenbosch, Països Baixos | Herba        | Jürgen Melzer   | Mahesh Bhupathi Leander Paes   | 7−6(5), 6−3         |

### Equips: 1 (1−0)
| Resultat  | Núm. | Data                      | Torneig                            | Superfície | Equip                                       | Oponents                                    | Marcador |
| --------- | ---- | ------------------------- | ---------------------------------- | ---------- | ------------------------------------------- | ------------------------------------------- | -------- |
| Guanyador | 1.   | 2 − 4 de desembre de 2005 | Copa Davis, Bratislava, Eslovàquia | Dura (i)   | Goran Ivanišević Ivo Karlović Ivan Ljubičić | Dominik Hrbatý Karol Kučera Michal Mertiňák | 3−2      |

## Trajectòria

### Individual
| Open d'Austràlia | A    | A   | A           | A           | 4R          | 3R    | 3R          | 3R          | 4R          | A     | 3R   | A   | 0 / 6   | 14−6    |
| Roland Garros | A    | A   | A           | Q2          | 2R          | 3R    | 3R          | QF          | A           | 3R    | A    | A   | 0 / 5   | 12−5    |
| Wimbledon | A    | A   | A           | 2R          | 1R          | SF    | 4R          | QF          | A           | QF    | A    | A   | 0 / 6   | 17−6    |
| US Open | A    | A   | A           | 1R          | 1R          | 1R    | 2R          | A           | A           | A     | A    | A   | 0 / 4   | 1−4     |
| Jocs Olímpics | NC   | A   | No celebrat | No celebrat | No celebrat | 1R    | No celebrat | No celebrat | No celebrat | A     | NC   | NC  | 0 / 1   | 0−1     |
| Total Victòries/Derrotes                                                                                                   | 0−1  | 3−0 | 1−0         | 3−7         | 15−21       | 27−24 | 44−27       | 54−19       | 13−11       | 32−15 | 13−7 | 2−3 | 208−135 | 208−135 |
| Rànquing a final d'any | 1037 | 547 | 294         | 89          | 74          | 29    | 21          | 9           | 85          | 36    | 95   | 478 |         |         |
| Llegenda: G: Guanyador; F: Finalista; SF: Semifinalista; QF: Quarts de final; Q: Qualificació; A: Absent; RR: Round Robin; |      |     |             |             |             |       |             |             |             |       |      |     |         |         |

### Dobles
| Open d'Austràlia | A    | 2R    | 1R          | A           | A           | A    | A   | A   | 0 / 2 | 1−2   |
| Roland Garros | A    | 3R    | A           | A           | A           | A    | A   | A   | 0 / 1 | 2−1   |
| Wimbledon | 1R   | A     | A           | A           | A           | A    | A   | A   | 0 / 1 | 0−1   |
| US Open | QF   | 1R    | 2R          | A           | A           | A    | A   | A   | 0 / 3 | 4−3   |
| Jocs Olímpics | NC   | 3r    | No celebrat | No celebrat | No celebrat | A    | NC  | NC  | 0 / 1 | 4−1   |
| Total Victòries/Derrotes                                                                                                   | 11−7 | 12−10 | 18−9        | 13−4        | 0−1         | 11−6 | 1−2 | 2−2 | 68−42 | 68−42 |
| Rànquing a final d'any | 76   | 112   | 76          | 89          | 586         | 135  | 697 | 219 |       |       |
| Llegenda: G: Guanyador; F: Finalista; SF: Semifinalista; QF: Quarts de final; Q: Qualificació; A: Absent; RR: Round Robin; |      |       |             |             |             |      |     |     |       |       |